# Кадомка (Саратовская область)
Кадомка — село в  Воскресенском районе Саратовской области. Входит в состав сельского поселения Воскресенское муниципальное образование (Саратовская область).

## География
Находится на расстоянии примерно 10 километров по прямой на  север-северо-запад от районного центра села  Воскресенское.

## Население
Население составляло 145 человека в 2002 году (66% русские),  118 в 2010.